# Jawa 500 OHV
Jawa 500 OHV, též Rumpál je československý vzduchem chlazený jednoválcový motocykl, vyráběný firmou Jawa. Celkem bylo vyrobeno 1016 kusů. Motocykl byl vyvinut společností Wanderer (Wanderer K 500). Motocykl Jawa 500 OHV se začal vyrábět v roce 1929 a vyráběl se pouze do roku 1933. Jednalo se o první sériově vyráběný motocykl značky Jawa.

## Vývoj
První vyrobené modely měly podrámovou nádrž, která byla nahrazena nádrží sedlovou. Původní rám vylisovaný z ocelového plechu a svařovaný byl nahrazen rámem nýtovaným. Nedostatečně pevná přední trubková vidlice byla nahrazena vidlicí lisovanou. Přední světlo kastrolovitého tvaru bylo nahrazeno zaobleným půloválným. Původní tlumič výfuku byl nahrazen rybinami.

## Technické parametry
- Rám: trubkový ocelový
- Pohotovostní hmotnost: 175 kg
- Maximální rychlost: 100 km/hod.
- Spotřeba paliva: 6 l/100 km

## Fotogalerie

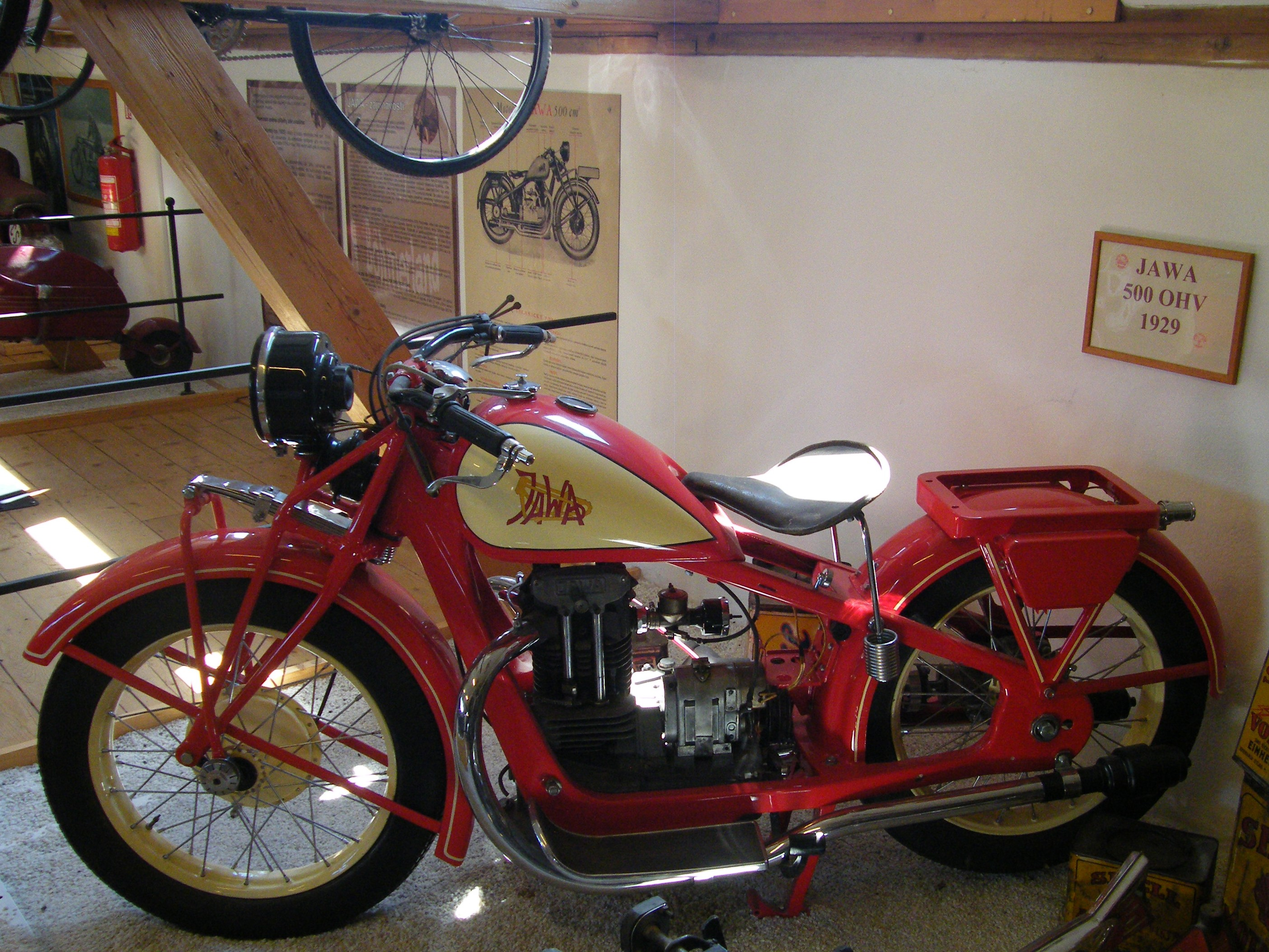
Jawa 500 OHV s trubkovou přední vidlicí
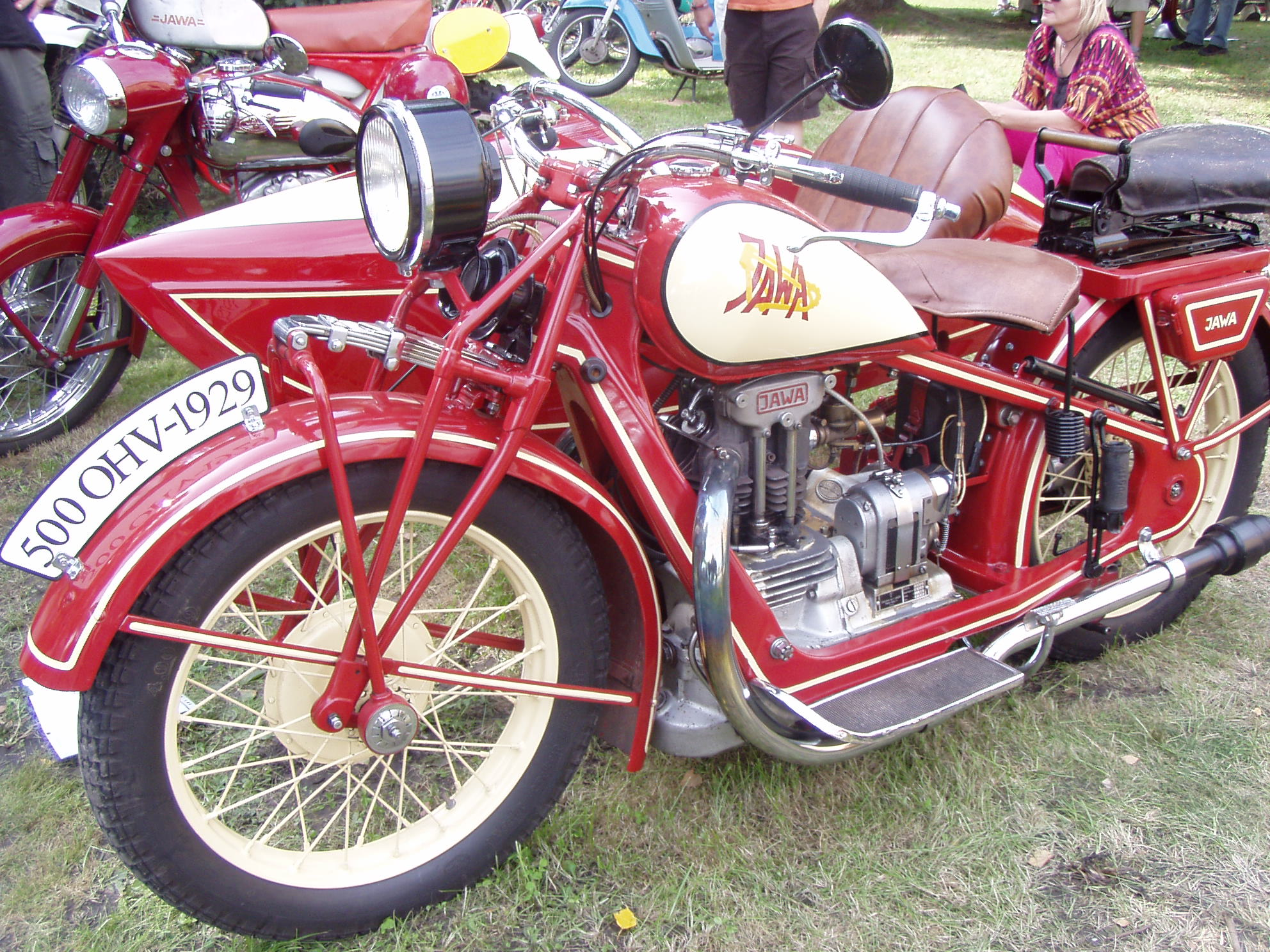
Jawa 500 OHV s trubkovou přední vidlicí a sidecarem
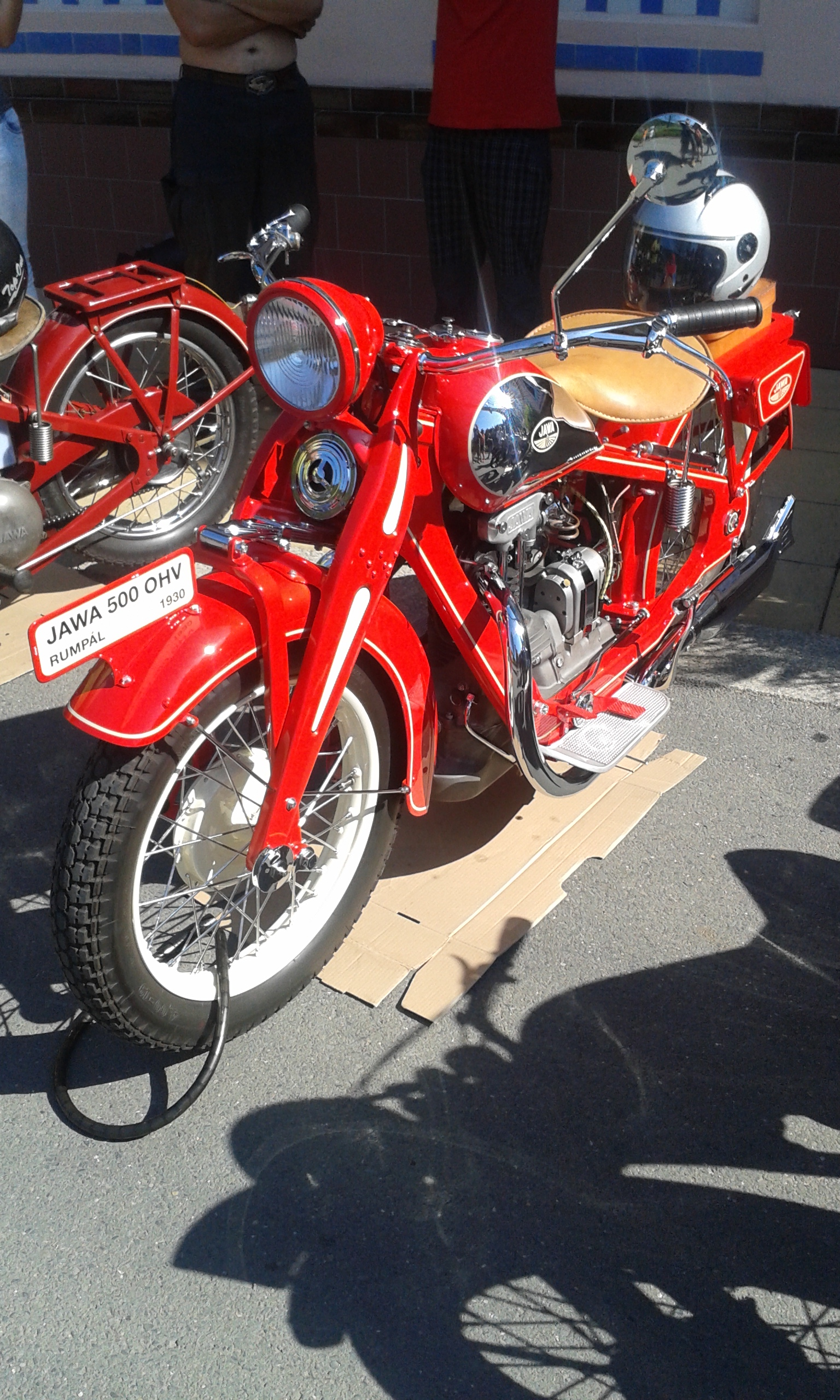
Jawa 500 OHV s lisovanou přední vidlicí
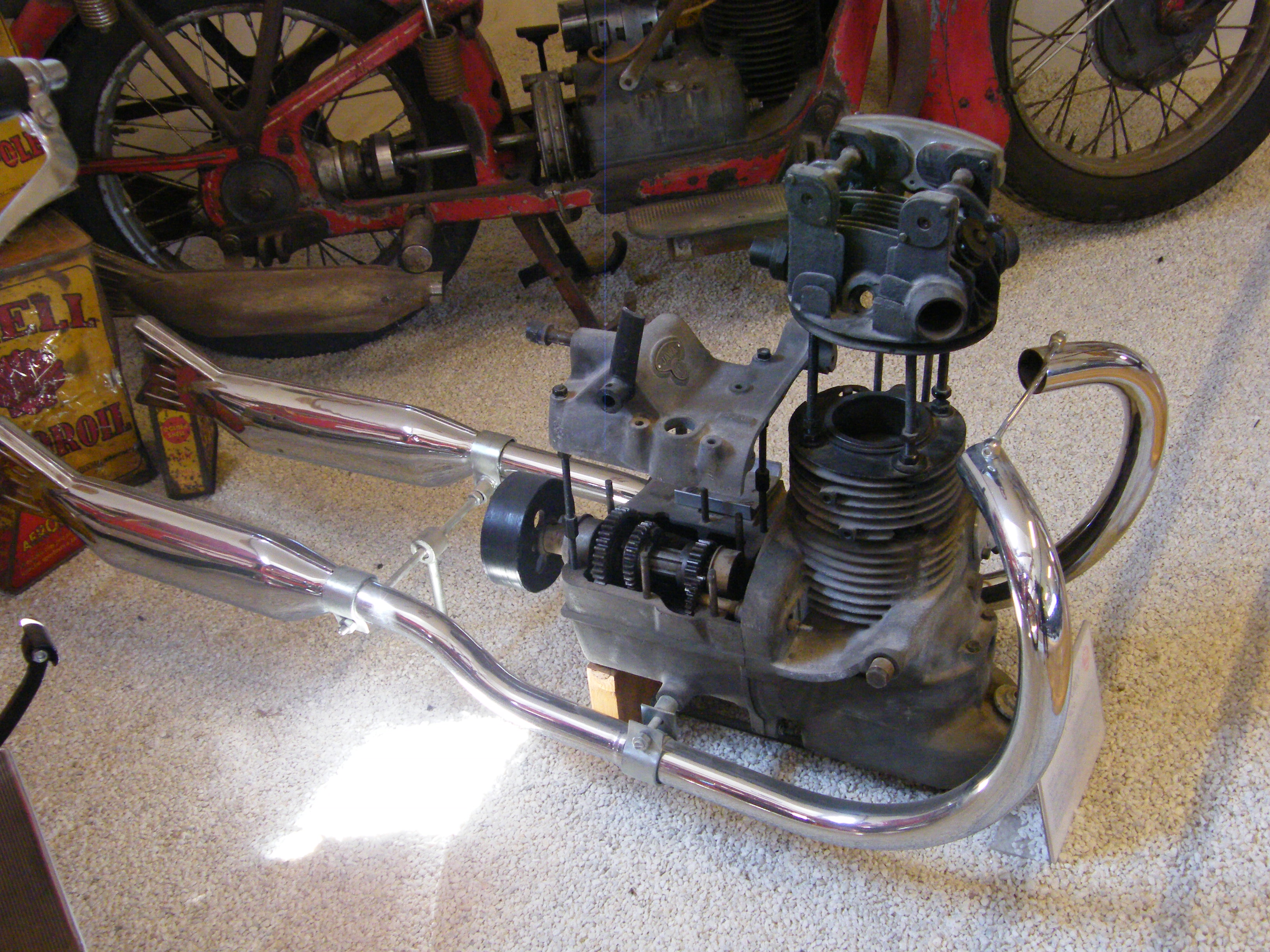
Motor